# Cratere Stewart
Stewart è un cratere lunare di 13,77 km situato nella parte nord-orientale della faccia visibile della Luna.